# Für die Frauen Russlands
Für die Frauen Russlands (russisch За женщин России, Transkription Sa schenschtschin Rossii) war eine registrierte russische Kleinpartei. Der Gründungskongress fand am 31. März 2007 statt. Sie war in 44 Föderationssubjekten vertreten. Am 14. Juni 2019 wurde die Partei aufgelöst.

## Inhaltliches Profil
Für die Frauen Russlands setzte sich für eine Stärkung der traditionellen Familie ein. Der Parteislogan lautete „Gewissen, Zustimmung, Stärke“.

## Ergebnisse bei Wahlen
Die Partei erzielte im Jahr 2013 bei den Wahlen im Stadtkreis „SATO Fokino“ der Stadt Fokino 3,1 %. Zudem nahm sie an der Stadt-Duma-Wahl in Kamensk-Uralski teil.
Bei der Wahl der Leiter der Föderationssubjekte der Russischen Föderation im Jahr 2013 errang Für die Frauen Russlands einen Sitz im Parlament der Republik Sacha.
Am 14. September 2014 konkurrierte Für die Frauen Russlands mit der Partei Jabloko um den Einzug in das regionale Parlament der Oblast Wolgograd.

## Auflösung
Im Mai 2019 wurde bekannt, dass das Justizministerium der Russischen Föderation eine Klage eingereicht hatte, um aufgrund der Nichteinhaltung der Anforderungen für die obligatorische Teilnahme an Wahlen die Auflösung der Partei zu bewirken. In Russland muss jede Partei ab dem Datum ihrer Registrierung innerhalb von sieben Jahren an einer bestimmten Anzahl von Wahlen teilnehmen, diese Anforderung wurde von Für die Frauen Russlands nicht erreicht.
Am 14. Juni 2019 wurde die Kleinpartei durch die Entscheidung des Obersten Gerichts der Russischen Föderation wegen „unzureichender Teilnahme an Wahlen innerhalb von sieben Jahren“ aufgelöst.

## Kritik
Arkadij Ljubarew vom Komitee der Bürgerinitiativen stufte in einem Artikel der Gaseta.ru Für die Frauen Russlands lediglich als „Ein-Thema-Partei“ ein.